# Burey-en-Vaux
Burey-en-Vaux – miejscowość i gmina we Francji, w regionie Grand Est, w departamencie Moza.
Według danych na rok 1990 gminę zamieszkiwały 133 osoby, a gęstość zaludnienia wynosiła 21 osób/km² (wśród 2335 gmin Lotaryngii Burey-en-Vaux plasuje się na 912. miejscu pod względem liczby ludności, natomiast pod względem powierzchni na miejscu 892.).